# Шляхетний холостяк
«Шляхе́тний холостя́к» — твір із серії «Пригоди Шерлока Холмса» Артура Конана Дойля. Вперше опубліковано Strand Magazine у квітні 1892 року.

## Сюжет

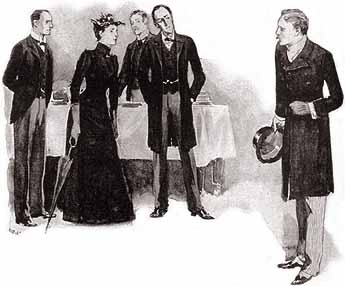
Лорд Сен-Сімон дізнається правду

У лорда Роберта Сен-Сімона зникає наречена. Вона присутня на весіллі, але зникає під час нього.
На думку лорда, у день весілля наречена, міс Хетті Доран родом із Сан-Франциско, була сповнена ентузіазму з приводу їхнього майбутнього шлюбу. Відразу ж після початку церемонії настрій майбутньої дружини лорда різко змінюється. Єдина подія, яку згадав Сен-Сімон, відбулася на початку весілля — його кохана випустила букет квітів, а незнайомий перехожий подав їй його.
Деякий час по тому, на сніданку, до молодят прибула колишня компаньйонка Сен-Сімона Флора Міллар, яку одразу ж вигнали з будинку. Після цього лорд Роберт помітив розмову Хетті зі служницею, після цього наречена пропала.
Є багато питань, на які Холмс повинен дати відповідь: хто та жінка, що приходила за сніданком, хто був цим перехожим, чому весільну сукню та кільця було знайдено в озері, що з нареченою?
Холмс, використовуючи дедуктивний метод, розгадує просту, на його погляд, загадку. Він розгадує її таким чином. Хетті та незнайомець, що подавав їй букет, Френсіс Х. Молтон, — колишні чоловік та дружина. Вони мало бачились, оскільки Френсіс був на заробітках. Через певний час її було проінформовано, що її чоловіка вбили апачі у видобувній шахті, де він працював. Хетті змирилася з цим, познайомилась з Робертом і вирішила вийти за нього заміж, хоча вона ще кохала Френка. Френк не був убитий, а тільки взятий у полон апачами, а потім утік з нього. Він прибуває до Лондону, дізнається про весілля. Він був тим незнайомим перехожим. Вона впізнала його миттєво, він наказав їй мовчати й тихо передав їй записку, повертаючи букет. Вона хотіла втекти й ніколи нічого не розповідати, але Холмс вистежив Хетті та Френсіса й переконав їх у всьому зізнатися.
До останнього моменту інспектор Скотленд-Ярду Лестрейд був переконаний, що в пропажі нареченої винна Флора Міллар, що навідувалася за сніданком, адже вона була колишньою дружиною сера Роберта. Він зробий такий висновок з тієї причини, що записка, яку отримала Хетті, була підписана ініціалами FHM (ФХМ). Але, як виявилося, такі ж ініціали мав і Френсіс Х. Молтон. Отже, пані Міллар — класичний приклад відволікаючого маневру.